# Szilicei-jégbarlang
A Szilicei-jégbarlang vagy Lednice (szlovákul: Silická ľadnica) Szilice (Silica) községtől délnyugatra, a Szilicei-fennsíkon található. Az Aggteleki-karszt és a Szlovák-karszt barlangjai részeként 1995 óta a Világörökség része. Bejárata egy hatalmas szakadéktöbörben nyílik, és az érdekessége, hogy a barlang alsó részét egész évben jégdíszítés borítja, amely a turisták számára kiépített lépcsőn haladva közelíthető meg. A barlang eljegesedésének kora 2000 évre tehető. Fontos régészeti lelőhely. Ez a világon a legalacsonyabban fekvő jégbarlang a mérsékelt övben.

## Fekvése
Szlovákiában a Szlovák Karszt Nemzeti Park területén található, 22 kilométerre Rozsnyótól. 503 méter tengerszint feletti magasságban helyezkedik el.

## Megközelítése
A szakadék szabadon hozzáférhető a Szilice község előtti parkolóból a kijelölt turistaösvényen haladva.

## Története
A barlangot 1830-ban Reviczky Ádám főkancellár is meglátogatta, amiről emléktábla is megemlékezik. Fényes Elek 1851-ben ír a barlangról. A környékbeliek szerint igazándiból meg sem kutatták. Mindenesetre régészeti feltárásokat végeztek benne és néhány ezeréves újkőkori, illetve réz- és bronzkori leleteket találtak. Ezek közül a legérdekesebb talán egy emberi arcot ábrázoló maszk.

## Leírása
A Szilicei-jégbarlang a Gombaszögi-barlanggal együtt egy összefüggő földalatti rendszert alkot, amelyet a Fekete-patak alakított ki.

## Külső hivatkozások
- Szilicei-jégbarlang (szlovákul)